# Världsmästerskapen i alpin skidsport 1982
Världsmästerskapen i alpin skidsport 1982 arrangerades den 31 januari–7 februari 1982 i Schladming i Österrike.

## Herrar

### Störtlopp
Datum: 6 februari 1982

| Placering | Land      | Namn              | Tid     |
| --------- | --------- | ----------------- | ------- |
| 1         | Österrike | Harti Weirather   | 1.55,10 |
| 2         | Schweiz   | Conradin Cathomen | 1.55,58 |
| 3         | Österrike | Erwin Resch       | 1.55,73 |

### Storslalom
Datum: 3 februari 1982

| Placering | Land        | Namn             | Tid     |
| --------- | ----------- | ---------------- | ------- |
| 1         | USA         | Steve Mahre      | 2.38,80 |
| 2         | Sverige     | Ingemar Stenmark | 2.39,31 |
| 3         | Jugoslavien | Boris Strel      | 2.39,42 |

### Slalom
Datum: 7 februari 1982

| Placering | Land        | Namn             | Tid     |
| --------- | ----------- | ---------------- | ------- |
| 1         | Sverige     | Ingemar Stenmark | 1.48,48 |
| 2         | Jugoslavien | Bojan Križaj     | 1.48,90 |
| 3         | Sverige     | Bengt Fjällberg  | 1.49,32 |

### Alpin kombination
Datum: 7 februari 1982

| Placering | Land      | Namn          | Poäng |
| --------- | --------- | ------------- | ----- |
| 1         | Frankrike | Michel Vion   | 12,64 |
| 2         | Schweiz   | Peter Lüscher | 18,08 |
| 3         | Österrike | Anton Steiner | 20,48 |

## Damer

### Störtlopp
Datum: 5 februari 1982

| Placering | Land   | Namn           | Tid     |
| --------- | ------ | -------------- | ------- |
| 1         | Kanada | Gerry Sorensen | 1.37,34 |
| 2         | USA    | Cindy Nelson   | 1.37,88 |
| 3         | Kanada | Laurie Graham  | 1.37,91 |

### Storslalom
Datum: 2 februari 1982

| Placering | Land          | Namn            | Tid     |
| --------- | ------------- | --------------- | ------- |
| 1         | Schweiz       | Erika Hess      | 2.37,17 |
| 2         | USA           | Christin Cooper | 2.37,95 |
| 3         | Liechtenstein | Ursula Konzett  | 2.38,03 |

### Slalom
Datum: 5 februari 1982

| Placering | Land    | Namn            | Tid     |
| --------- | ------- | --------------- | ------- |
| 1         | Schweiz | Erika Hess      | 1.41,60 |
| 2         | USA     | Christin Cooper | 1.41,93 |
| 3         | Italien | Daniela Zini    | 1.41,96 |

### Alpin kombination
Datum: 31 januari 1982

| Placering | Land      | Namn            | Poäng |
| --------- | --------- | --------------- | ----- |
| 1         | Schweiz   | Erika Hess      | 8,99  |
| 2         | Frankrike | Perrine Pelen   | 17,95 |
| 3         | USA       | Christin Cooper | 20,96 |

## Medaljligan
| Placering | Land          | Guld | Silver | Brons | Totalt |
| --------- | ------------- | ---- | ------ | ----- | ------ |
| 1         | Schweiz       | 3    | 2      | -     | 5      |
| 2         | USA           | 1    | 2      | 2     | 5      |
| 3         | Sverige       | 1    | 1      | 1     | 3      |
| 4         | Frankrike     | 1    | 1      | -     | 2      |
| 5         | Österrike     | 1    | -      | 2     | 3      |
| 6         | Kanada        | 1    | -      | 1     | 2      |
| 7         | Jugoslavien   | -    | 1      | 1     | 2      |
| 8         | Italien       | -    | -      | 1     | 1      |
|           | Liechtenstein | -    | -      | 1     | 1      |